# إليانور ديفيد
إليانور ديفيد (بالإنجليزية: Eleanor David)‏ هي ممثلة بريطانية، ولدت في 1956 في المملكة المتحدة.

## وصلات خارجية
- إليانور ديفيد على موقع IMDb (الإنجليزية)
- إليانور ديفيد على موقع ألو سيني (الفرنسية)
- إليانور ديفيد على موقع أول موفي (الإنجليزية)
- إليانور ديفيد على موقع قاعدة بيانات الأفلام السويدية (السويدية)
- إليانور ديفيد على موقع قاعدة بيانات الفيلم (الإنجليزية)
- إليانور ديفيد على موقع كينوبويسك (الروسية)